# Ouratea jansen-jacobsiae
Ouratea jansen-jacobsiae är en tvåhjärtbladig växtart som beskrevs av Claude Henri Léon Sastre. Ouratea jansen-jacobsiae ingår i släktet Ouratea och familjen Ochnaceae. Inga underarter finns listade i Catalogue of Life.